# 表土

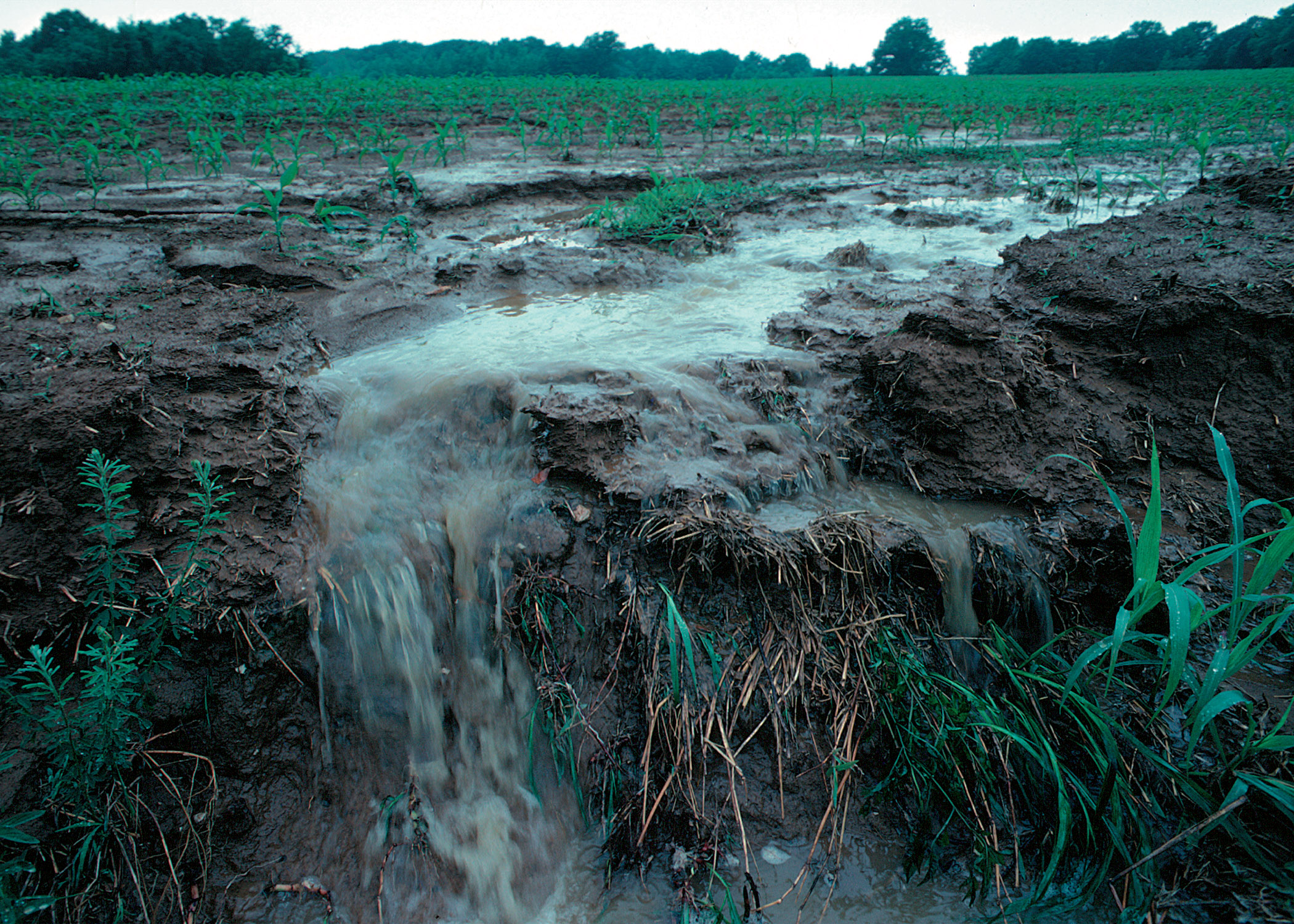
雷雨による表土流出。

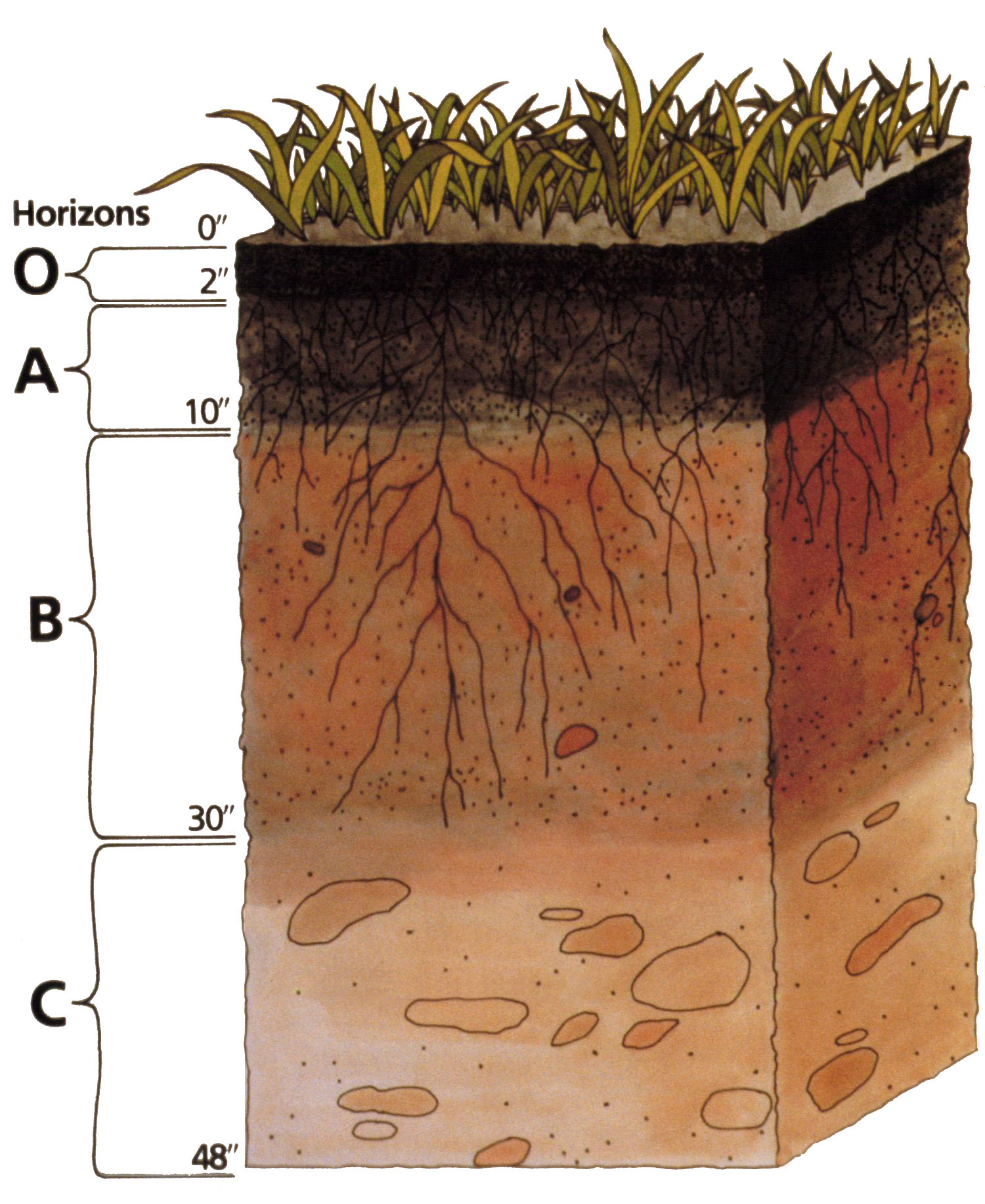
土壌層において、表土は植物遺体などが堆積したO層の下にあるA層を構成している。

表土（ひょうど、独: Mutterboden、英: topsoil）は、地上の土壌層のうち最も表層部にある土壌のこと。表土は、有機物や微生物を最も豊富に含み、土壌における生物学的な活動がもっとも活発に起こっている土壌である。より深い層の土壌に比べて非常に肥沃であるため、農業などに利用される一方、豪雨などによって表土やそこに含まれる有機物が流出するなどして、水質汚濁を引き起こすという側面もある。

## 表土の種類
表土は、農業用や園芸用などとして一般的に販売されている。市販される表土は、袋詰のもの（Bagged、通常石灰などを添加されている）とバルク（Bulk、採取されたままの状態の土壌）という2種類に大きく分けられる。以下の表は、その2種類の表土における特徴の違いを示している。
| 種類   | HM% | BS% | pH  | P-I  | K-I | Ca% | Mg%  |
| ------ | --- | --- | --- | ---- | --- | --- | ---- |
| バルク | 0.3 | 69  | 5.2 | 009  | 026 | 45  | 10   |
| 袋詰   | 0.7 | 78  | 5.8 | 166+ | 178 | 56  | 12.3 |

農業や園芸などにおいては、使用する土壌が植物の生育に必要な条件を満たしているかどうかが重要になる。以下に、農業などに用いられる土壌に求められる栄養分などの基準を示す。
| Category           | 求められる数値基準               |
| ------------------ | -------------------------------- |
| pH                 | 5.8 - 6.2                        |
| リン酸 (P-I)       | 50                               |
| カリウム (K-I)     | 50                               |
| カルシウム (Ca%)   | 陽イオン交換容量 (CEC) の 40-60% |
| マグネシウム (Mg%) | CECの8-10%                       |
| 塩基飽和度 (BS%)   | CECの60-80%                      |
| マンガン (Mn-I)    | 25以上                           |
| 亜鉛 (Zn-I)        | 25以上                           |
| 銅 (Cu-I)          | 25以上                           |

## 重要性と人間との関係
表土は、植物や土壌生物の生息地、有機物の分解の場、水分や空気の保持といった機能を有しており、ヒトをはじめ極めて多くの生物の生活基盤となっている。特に植物は、表土に根を集中的に生やし、その層に含まれる栄養素を利用しており、植物の生育に対し非常に重要な役割を占めている。そのため、前述のとおり農業や園芸といった分野で非常に重要な役割を果たしており、庭土や芝土の土壌を改善する肥料や、コンテナガーデンなどでガーデニングを楽しむための材料などとして広く利用され、商業的な生産が行われている。
一方、豪雨や氾濫、風化などによる表土の侵食、流出が、人的被害につながることもある。土壌侵食による経済的損失は、1年あたり450億ドルにのぼると推計されている。特に農業においては、表土を失うことによって収穫量の低下などといった損害を被るため、持続的に表土を維持するための技術開発が進められている。なおアメリカ合衆国において、1年間で農地1エーカーから消失する表土の量は約3トンと見積もられている。厚さ1インチの表土が一度失われた場合、自然に回復するためには約500年が必要と考えられており、生態学的にも表土の消失は大きな問題として扱われる。